# Джованни делле Банде Нере (крейсер)
«Джованни делле Банде Нере» (итал. Giovanni delle Bande Nere) — итальянский лёгкий крейсер типа «Альберико да Барбиано», участвовавший во Второй мировой войне. Назван в честь итальянского кондотьера времён Средневековья.

## История
Заложен 31 октября 1928 года на верфи «Cantieri Navali di Castellammare di Stabia». Спущен на воду 27 апреля 1930 года. В состав флота принят 1 января 1931 года.
Изначально нёс службу в водах Италии, в годы Гражданской войны в Испании оказывал помощь фалангистам.
В июне 1940 года, после официального вступления Италии во Вторую мировую войну, «Джованни делле Банде Нере» сформировал 2-ю крейсерскую дивизию вместе с крейсером «Луиджи Кадорна», занимался постановкой мин в Сицилийском проливе 10 июня. С июля месяца прикрывал конвои, следовавшие в Северную Африку.
Во время сопровождения конвоя Триполи — Лерос «Джованни делле Банде Нере» и «Луиджи Кадорна» вступили в бой у мыса Спада 17 июля 1940 года. В ходе битвы против австралийской эскадры был потоплен «Бартоломео Коллеони», а «Банде Нере» был повреждён, успев ответным огнём повредить «Сидней», огонь которого и стал роковым для «Бартоломео Коллеони». «Джованни делле Банде Нере» смог вернуться в Триполи.
С декабря 1940 по 1941 год «Джованни делле Банде Нере» нёс службу в составе 4-й крейсерской дивизии, выполняя задания по охране конвоев. В июне 1941 года «Джованни делле Банде Нере» и «Альберто да Джуссано» установили минное заграждение близ Триполи, на которое в декабре 1941 года натолкнулось соединение «K» британского флота: затонули крейсер и эсминец, ещё два крейсера получили повреждения. Аналогичная операция была проведена в июле в Сицилийском проливе.
В 1942 году «Джованни делле Банде Нере» продолжил сопровождать итальянские конвои и перехватывать британские. Операция K7 по доставке припасов из Мессины и Корфу в Триполи с крупным сопровождением была прервана после стычки с британским конвоем MW-10, известной как Второй бой в заливе Сирт: «Банде Нере» своим огнём нанёс тяжёлые повреждения британскому крейсеру «Клеопатра», выведя из строя всю его радионавигационную систему и несколько орудийных башен.
23 марта 1942 года «Джованни делле Банде Нере» попал в шторм, в ходе которого был повреждён. По пути на ремонт в Ла Специю 1 апреля 1942 года крейсер был торпедирован и потоплен британской подлодкой Urge: жертвами стали 381 человек. Всего за время войны крейсер выполнил 15 миссий, пройдя более 35 тысяч морских миль.